# Миллар, Дэвид
Дэ́вид Ми́ллар (англ. David Millar; род. 4 января 1977, Мтарфа, Мальта) — мальтийский и британский велогонщик.

## Биография
Дэвид является раздельщиком, но может хорошо держаться в горах.
Дэвид Миллар — победитель нескольких этапов Тур Де Франс и других веломногодневок, в основном он выигрывал гонки с раздельным стартом. Является двукратным чемпионом Великобритании в гонках с раздельным стартом (2006, 2007), а также чемпионом Великобритании в групповой гонке (2007). На 12 этапе Тур Де Франс 2012 ушёл в отрыв, где смог выиграть финиш у Жана-Кристофа Перо.

## Личная жизнь
В 2012 году у него родился второй сын Харви.

## Достижения

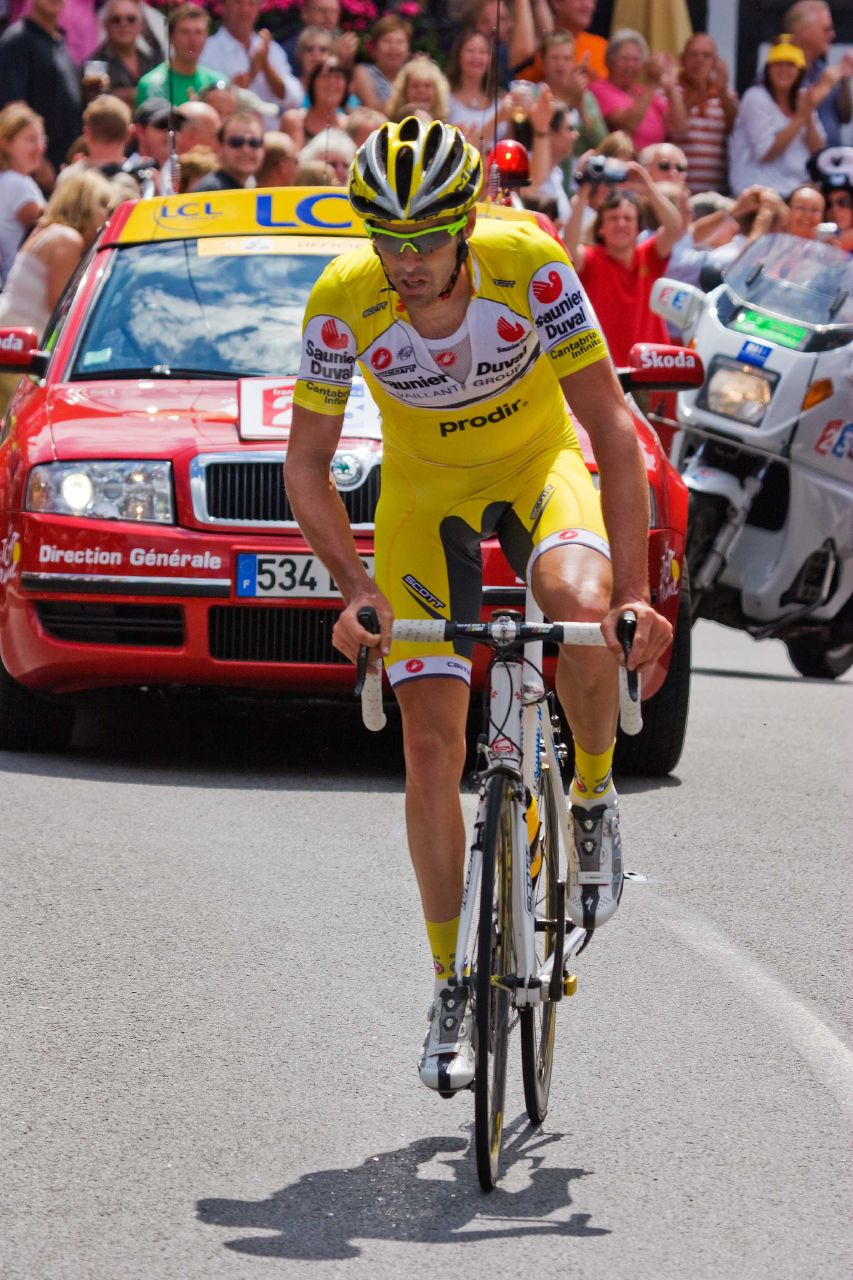
offered Millar a second chance following a two-year suspension for doping

1997
1 место Пролог Тур де л'Авенир
1998
1 место Пролог Тур де л'Авенир
1 место 6 этап Тур де л'Авенир
1 место Этап 3B Три дня Де-Панне
1999
1 место Manx International, Isle of Man
1 место Горная классификация, Вуэльта Валенсии
2000
1 место этап 1 Тур де Франс
1 место этап 1B Route du Sud
1 место  Молодёжная классификация, Circuit de la Sarthe
2001
1 место этап 1 Вуэльта Испании
1 место этап 6 Вуэльта Испании
1 место  Общий зачёт Danmark Rundt
1 место этап 5
1 место  Молодёжная классификация
1 место  Общий зачет Circuit de la Sarthe
1 место этап 4
1 место этап 5
1 место  Молодёжная классификация
1 место этап 4B Bicicleta Vaca
2 место  Чемпионат мира (ITT)
2002
1 место этап 13 Тур де Франс
2003
1 место этап 19 Тур де Франс
1 место Tour de Picardie
1 место этап 1 Driedaagse van West-Vlaanderen
1 место этап 4 Вуэльта Бургоса
1 место этап 17 Вуэльта Испании
2006
1 место  British National Track Championships (Индивидуальная гонка преследования)
1 место этап 14 Вуэльта Испании
2007
1 место  Чемпион Великобритании (ITT)
1 место  Чемпион Великобритании (RR)
1 место Prologue Париж — Ницца
2008
1 место этап 1 TTT Джиро д'Италия
2 место Overall Тур Калифорнии
2009
1 место этап 20 Вуэльта Испании
1 место Edinburgh Nocturne
Combativity award  Stage 6, Тур де Франс
2010
1 место  Игры Содружества (ITT)
1 место  Общий зачет Три дня Де-Панне
1 место этап 3b ITT
1 место этап 3 Critérium International
1 место Chrono des Nations
2 место  Чемпионат мира (ITT)
3 место  Игры Содружества (RR)
2011
1 место этап 21 Джиро д'Италия
3 место Общий зачет Circuit de la Sarthe
10 место Общий зачет Тур Романдии